# Wiesmath
Wiesmath är en ort och kommun  i Österrike. Den ligger i distriktet Wiener Neustadt-Land i förbundslandet Niederösterreich, 70 kilometer söder om huvudstaden Wien. 